# Montjean, Charente

Montjean este o comună în departamentul Charente, Franța. În 1 ianuarie 2022 avea o populație de 251 de locuitori.